# Johannes Peinsteiner
Johannes Peinsteiner (* 7. Oktober 1961 in Bad Ischl) ist ein oberösterreichischer Politiker (ÖVP), Fotograf und Verleger. Peinsteiner war von 2008 bis 2009 Mitglied des Bundesrates und von 2009 bis 2015 Abgeordneter zum Oberösterreichischen Landtag.

## Ausbildung und Beruf
Peinsteiner besuchte zwischen 1967 und 1971 die Volksschule in Rußbach am Paß Gschütt und danach von 1971 bis 1972 die Volksschule in Sankt Wolfgang im Salzkammergut. Danach absolvierte er von 1972 bis 1976 die Hauptschule Strobl und erlernte den Beruf des Fernseh- und Videoelektronikers. Peinsteiner arbeitete zwischen 1976 und 1980 in diesem Beruf und war danach von 1981 bis 1996 als Mesner und Fremdenführer in der Wallfahrtskirche St. Wolfgang tätig. 1982 gründete er ein Einzelhandelsunternehmen, 1987 den St. Wolfganger Kunstverlag. Zudem gründete Peinsteiner 2002 die Firma Rollermax-Elektrofahrzeuge und 2004 ein Einzelhandelsgeschäftes in St. Wolfgang. 2005 übergab er die Firma seiner Gattin.

## Politik
Peinsteiner war 1981 Gründungsmitglied der Jungen Volkspartei St. Wolfgang und wurde 1991 in den Gemeinderat gewählt. 1995 übernahm er das Amt des Vizebürgermeisters, 1996 wurde er zum Bürgermeister gewählt. Peinsteiner ist im Österreichischen Gemeindebund aktiv und wurde 2007 zum ÖVP-Bezirksparteiobmann von Gmunden gewählt. Er vertrat die ÖVP zwischen dem 3. Juli 2008 und dem 22. Oktober 2009 im Bundesrat und wurde am 23. Oktober 2009 als Abgeordneter zum Oberösterreichischen Landtag angelobt.
Am 20. Mai 2015 gab Peinsteiner seinen Rücktritt als Bürgermeister von St. Wolfgang bekannt.

## Privates
Peinsteiner ist verheiratet und Vater zweier Söhne (* 1986 bzw. 1990). Er lebt in St. Wolfgang.